# Entada rheedii
Entada rheedii är en ärtväxtart som beskrevs av Spreng.. Entada rheedii ingår i släktet Entada och familjen ärtväxter.

## Underarter
Arten delas in i följande underarter:
- E. r. rheedii
- E. r. sinohimalensis